# Памятник К. К. Гроту
Памятник К. К. Гроту — скульптурный памятник российскому государственному и общественному деятелю, создателю системы попечения над слепыми в России К. К. Гроту. Расположен в Санкт-Петербурге на проспекте Шаумяна в сквере школы-интерната для слепых и слабовидящих детей имени К. К. Грота. Изготовлен в 1906 году скульптором М. М. Антокольским и архитектором В. П. Цейдлером. Памятник является объектом культурного наследия федерального значения.

## История
После ухода в отставку с государственных должностей К. К. Грот занимался организацией попечительства о слепых в России. В 1881 году он организовал попечительство императрицы Марии Александровны о слепых, и возглавлял его до 1895 года. Он основал Александро-Мариинское училище слепых, где обучались незрячие дети.
После смерти К. К. Грота Общество попечительства слепых выступила с инициативой об установке памятника. В 1898 году с соизволения императора Николая II была открыта подписка по сбору средств для сооружения памятника. В 1900 году работа над памятником была поручена скульптору М. М. Антокольскому. Изготовление и отливка скульптур проводилась в мастерской Антокольского в Париже. Вскоре после начала работ Антокольский скончался, успев выполнить только скульптуру девочки, моделью для которой стала ученица школы слепых Елена Супсе. Бюст К. К. Грота был выполнен учениками Антокольского. Архитектурным оформлением памятника занимался академик архитектуры В. П. Цейдлер. Гранитный постамент был изготовлен в Житомире на каменотёсной фабрике С. Оляшкевича. Торжественное открытие памятника состоялось 18 октября 1906 года.
Первоначально памятник был установлен на Песочном проспекте (ныне улица Профессора Попова) перед зданием Александро-Мариинского училища слепых. В 1963 году памятник переехал на нынешнее место вслед за школой-интернатом для слепых детей.

## Описание

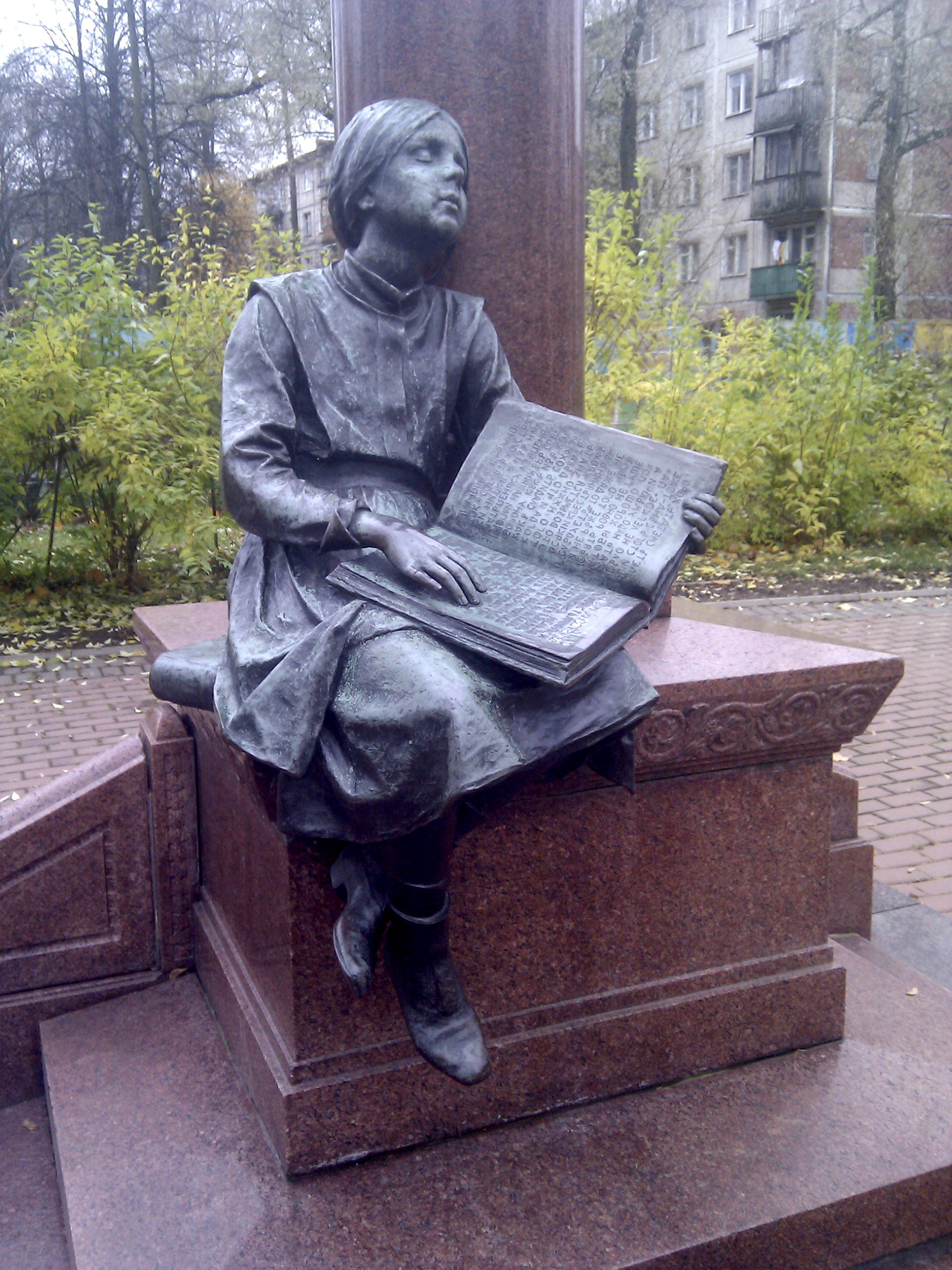
Скульптура слепой девочки

На невысокой гранитной колонне, завершённой коринфской капителью, установлен бюст К. К. Грота. Внизу, прижавшись к колонне, сидит слепая девочка. У неё на коленях книга для слепых, а правой рукой она ощупывает буквы. Это реально существующая книга — сборник рассказов «Детский мир» К. Д. Ушинского. Книга раскрыта на 95-й странице, и текст передан дословно.